# NGC 2992
NGC 2992 è una galassia a spirale, del tipo Seyfert, situata nella costellazione dell'Idra e scoperta nel 1785 da William Herschel. Ha una compagna vicina, chiamata NGC 2993.
Presenta al suo interno un nucleo galattico attivo (AGN), ovvero un nucleo la cui intensa luminosità è dovuta all'accrescimento del gas attorno al buco nero supermassiccio nel suo centro. In particolare è uno degli AGN più brillanti e variabili in banda X, costituendo una notevole sorgente per lo studio dell'accrescimento.

## Nucleo galattico attivo
Per tutto il 2019, ogni due giorni, è stato oggetto di ricerca del telescopio spaziale Swift e dal 7 maggio dello stesso anno, per quattro giorni di seguito, anche dei telescopi ESA XMM-Newton e NASA NuSTAR, intercettandolo nel massimo delle emissioni in banda X. Grazie al monitoraggio di Swift si è riusciti a prevedere l'arrivo dei brillamenti maggiori e durante questi quattro giorni si sono rilevati dei lampi ripetuti nella banda energetica di 5-7 KeV della durata di 90 minuti ciascuno. Analizzare gli spettri della sorgente in questi intervalli ha permesso di misurare con estrema precisione gli effetti dovuti al forte campo gravitazionale e di stimare la regione del disco di accrescimento da cui provengono. Studiare nei raggi X permette di osservare le righe di emissione, dovute principalmente al ferro, modificate significativamente dagli effetti della relatività, con l'avvicinarsi al buco nero. I ricercatori hanno, quindi, suddiviso i quattro giorni in 50 parti, corrispondenti agli intervalli di 90 minuti, in più della metà delle quali sono state trovate righe di emissione in frequenze minori o maggiori di quanto ci si aspettasse, confermando i moti relativistici del gas nel disco di accrescimento. Dalla variabilità delle curve di raggi X si è stimato che il buco nero al centro di NGC 2992 abbia una massa di 30 milioni di masse solari, mentre le regioni del disco di accrescimento da cui si originano questi lampi disterebbero dal buco nero quanto Giove e Saturno dal Sole.